# Amyda
Amyda es un género de tortugas de la familia Trionychidae. Las especies de este género se distribuyen por el sudeste asiático. Se conocen como "tortugas de caparazón blando asiáticas".

## Especies
Se reconocen las siguientes dos especies:
- Amyda cartilaginea (Boddaert, 1770)
- Amyda ornata (Gray, 1861)